# CFE738
Das CFE738 ist ein Zweiwellen-Turbofan-Triebwerk, das für Geschäftsreiseflugzeuge entwickelt wurde und in der Dassault Falcon 2000 eingesetzt wird. Hersteller dieses Triebwerkes ist die CFE Company, ein Joint-Venture von General Electric und Garrett/AlliedSignal (später Honeywell). Weil es von General Electric vertrieben wird, wird es auch als General Electric CFE738 bzw. GE38 bezeichnet.

## Geschichte
Die Entwicklung des Triebwerkes begann 1987 nach der Gründung der CFE Company. Als Basis diente die GE-Entwicklung eines Turboprop-Antrieb unter dem Namen T407 oder GLC38 für die Lockheed P-7 mit einer maximalen Startleistung von 4475 kW. GE lieferte das Kerntriebwerk sowie die Triebwerkssteuerung und Allied Signal/Honeywell den Fan, die Niederdruckturbine sowie das Getriebe für die Hilfsantriebe. Im Laufe des Jahres 1991 wurde die Turbine erstmals im Flug erprobt. Am 17. Dezember 1993 konnte die FAA-Musterzulassung für das CFE738-1 erreicht werden. Bis zum Jahr 2007 wurden mehr als 400 Stück des CFE738-Triebwerks gebaut.
Das Triebwerk dient gemeinsam mit dem 1983 erprobten Technologiedemonstrator GE27 als Basis für eine Hubschrauberturbine mit dem Namen GE38-1B für die Sikorsky CH-53K und könnte auch im zukünftigen europäischen Schwerlasthubschrauber FTH[veraltet] zum Einsatz kommen. Sikorsky wählte die Turbine gegen das AE 1107 von Rolls-Royce und das PW100 von Pratt & Whitney Canada im Dezember 2006 aus. Der Erstlauf dieses 5.595 kW starken Antriebes war für Anfang 2009 geplant und fand dann am 19. Juni 2009 in Lynn (Massachusetts) statt.

## Aufbau
Das CFE738 besteht aus einem einstufigen Fan mit 28 aus Titan hergestellten Blättern, welcher von einer dreistufigen Niederdruckturbine angetrieben wird. Beim GE38-1B treibt die Niederdruckturbine die Abtriebswelle anstelle des Fans an. Der fünfstufige axiale Verdichter der durch einen einstufigen radialen Verdichter ergänzt wird, wird durch eine zweistufige gekühlte Hochdruckturbine angetrieben. Das Triebwerk verfügt über ein maximales Gesamtdruckverhältnis von 35:1. Das Nebenstromverhältnis liegt bei 5,3 und der Startschub bei 24,9 kN (Rating ISA+15C). Die Brennkammer ist ringförmig ausgeführt und verfügt über 15 Einspritzdüsen. Der Mixer besitzt 20 Mischrinnen. Es besteht die Möglichkeit, eine Schubumkehr anzubauen. Das Triebwerk wird durch ein zweifach redundantes FADEC-System gesteuert. Die Lebensdauer eines GE38-1B liegt bei 6000 Stunden.

## Technische Daten
- Fan/Verdichterstufen: 1/5 axial + 1 radial
- Hochdruck-/Niederdruck-Turbinenstufen: 2/3
- Fan-Durchmesser: ~ 0,9 m (0,69 m beim GE38-1B)
- Länge: 2,51 m (1,46 m beim GE38-1B)
- Trockengewicht: 600 kg
- Schub (auf Meereshöhe): 26,33 kN
- Spezifischer Kraftstoffverbrauch (Meereshöhe/Reiseflug): 10,54/18,27 mg/Ns
- Gesamtdruckverhältnis (Meereshöhe/Reiseflughöhe): 23:1/30:1
- Nebenstromverhältnis: 5,3
- Luftdurchsatz: 109 kg/s